# Traditionskritik
Traditionskritik (auch Überlieferungskritik) bezeichnet ein Verfahren zur Rekonstruktion der mündlich überlieferten, vorschriftlichen Fassung eines Textes. Traditionskritik dient damit neben Literarkritik und Redaktionskritik der Analyse der Vorgeschichte eines vorliegenden Textes als Teil der historisch-kritischen Methode. Das traditionskritische Instrumentarium kommt überall dort zur Anwendung, wo bei einem Text oder Teilen eines Textes eine ursprünglichere, mündliche Fassung angenommen wird (z. B. Bibel, Volksmärchen und -sagen, literarische Texte, die auf mündlichen Überlieferungen gründen (z. B. Goethes Faust)). Zuweilen wird innerhalb der Traditionskritik methodisch zwischen Traditionsgeschichte und Überlieferungsgeschichte unterschieden. In diesem Fall untersucht die Überlieferungsgeschichte die mündlichen Überlieferungsstufen eines Textes, während die Traditionsgeschichte nach überlieferten kulturellen Vorstellungen und z. B. mythischen Stoffen in einem Text fragt.

## Grundlagen der Methode
Ausgangsthese für die Anwendung der traditionskritischen Methode ist, dass ein Text eine ursprünglich mündlich überlieferte Vorlage hat. Von vielen Texten weiß man, dass sie ursprünglich mündlich weitererzählt wurden. Die mündliche Tradition ist ein dynamischer Vorgang: Eine Geschichte (z. B. ein Witz oder ein sog. moderner Mythos) verändert im Laufe des Traditionsprozesses seine äußere Gestalt, oft verändert sich sogar seine Pointe. Dieser dynamische Vorgang kommt mit der Verschriftlichung weitgehend an ein Ende: Ein schriftlich vorliegender Text ist veränderungsresistenter. Durch den schriftlich hergestellten Rahmen ist oft auch eine bestimmte Deutung festgelegt, im Unterschied zum mündlich erzählten Text, der in unterschiedlichen Zusammenhängen erzählt und dabei seinen inhaltlich Schwerpunkt verändern kann.
Das traditionskritische Verfahren versucht methodisch gesichert von einem vorliegenden schriftlichen Text auf seine ursprüngliche mündliche Gestalt zu schließen, indem es Hypothesen aufstellt, die schrittweise den vermuteten Prozess von der mündlichen Überlieferung zur Verschriftlichung rückgängig machen. Dabei bedeutet methodisch gesichert, dass man durch die Anwendung der Methodenschritte zu begründeten Vermutungen kommt: Die dynamischen Bedingungen mündlicher Überlieferungen lassen keine starken Hypothesen zu.

## Methodenschritte
Jeder Text erfordert ein angepasstes Instrumentarium. Es haben sich aber einige Hauptschritte der traditionskritischen Analyse herausgebildet:
1. Schritt: Freistellen der mündlich tradierten Einheit

Wird ein alter Text in einen neuen integriert, so ist anzunehmen, dass dieser Vorgang Spuren hinterlässt. In der Regel geht die Entdeckung solcher Spuren auf literarkritische Untersuchungen zurück. Der traditionskritischen Analyse geht darum immer eine literarkritische Untersuchung des Textes voraus. Das heißt zugleich: In der Regel setzt die Traditionskritik erst an, wenn die literarkritische Untersuchung die Vermutung nahelegt, bei einem bestimmten Textteil handele es sich um einen fremden, möglicherweise auf mündliche Tradition zurückgehenden Text.
2. Schritt: Rekonstruktion möglicher früherer Fassungen

Hypothesen über eine oder mehrere mündliche Fassungen werden aufgestellt. Ziel ist, möglichst zu einer begründeten Vermutung über eine möglichst frühe Fassung zu gelangen. Dabei kommen zum einen wiederum literaturkritische Methoden zur Anwendung (Unterscheidung mehrerer Stilschichten etc.) sowie zum anderen originär traditionskritische Thesen, die den Vorgang der mündlichen Überlieferung und seine Einflüsse auf den Texten zu rekonstruieren versuchen.
3. Schritt: Pragmatische Analyse und 'Sitz im Leben' 

Analyseziel des 3. Schrittes ist, die pragmatische Funktion eines Textes ('Zu welchem Zweck/ in welcher Absicht wurde er mündlich erzählt?') zu rekonstruieren und so Vermutungen über den Sitz im Leben anzustellen. Bekanntes Beispiel aus der biblischen Exegese ist die sog. Abendmahlsparadosis, also die Einsetzungsworte, die in Mt 26,26-28 und 1. Kor 11,23-25 in unterschiedlichen Fassungen schriftlich überliefert sind. Die pragmatische Analyse ergibt, dass es sich um frühe liturgische Formeln handelt, die ihren 'Sitz im Leben' in der Abendmahlsfeier der frühen christlichen Gemeinde hat.

### Methodenlehre in Auswahl
- Odil Hannes Steck: Exegese des Alten Testaments. Leitfaden der Methodik. 13. Auflage, Neukirchen-Vluyn:Neukirchener 1999 ISBN 3-7887-1313-5
- Klaus Berger: Exegese des Neuen Testaments. Neue Wege vom Text zur Auslegung. UTB 658, 2., durchgesehene Auflage, Heidelberg:Quelle&Meyer 1984 ISBN 3-494-02070-1
- Wilhelm Egger: Methodenlehre zum Neuen Testament. Einführung in linguistische und historisch-kritische Methoden. Freiburg:Herder 1987 ISBN 3-7462-0441-0
- Georg Fohrer et al.: Exegese des Alten Testaments. Einführung in die Methodik. UTB 267, 4., durchgesehene und überarbeitete Auflage, Heidelberg:Quelle&Meyer 1983 ISBN 3-494-02024-8